# Ministère des Affaires économiques (république de Chine)
Pour les articles homonymes, voir Ministère des Affaires économiques et Ministère de l'Économie et des Finances.
Le ministère des Affaires économiques (officiellement en anglais : Ministry of Economic Affairs (MOEA), en chinois traditionnel : 經濟部 ; pinyin : Jīngjì bù) est un des ministères de la branche exécutive du gouvernement de la république de Chine (en), chargé de la politique économique.

## Histoire
Lors de la réorganisation du Yuan exécutif de décembre 1931, le ministère de l'Industrie et du Commerce ainsi que celui de l'Agriculture et des Mines sont fusionnés afin de créer le ministère des Industries de base (en anglais : Ministry of Basic Industries, en chinois traditionnel : 實業部 ; pinyin : Shíyè bù).
En décembre 1937, le ministère des Industries de base est remanié, donnant naissance au ministère des Affaires économiques (en anglais : Ministry of Economic Affairs (MOEA), en chinois traditionnel : 經濟部 ; pinyin : Jīngjì bù).

## Structure
Parmi l'organisation interne du ministère, on retrouve :

### Départements
- Secretariat
- Department of Mines
- Department of Commerce
- Department of General Affairs
- Department of International Cooperation
- Department of Investment Services
- Department of Industrial Technology
- Department of Personnel
- Department of Accounting
- Department of Statistics
- Department of Civil Service Ethics
- Committee of Research and Development
- Legal Affairs Committee
- Administrative Appeal Review Committee
- Information Management Center
- Central Region Office

### Agences
- Industrial Development Bureau
- Bureau of Foreign Trade
- Intellectual Property Office
- Bureau of Standards,Metrology & Inspection
- Bureau of Energy
- Water Resources Agency
- Small and Medium Enterprise Administration
- Export Processing Zone Administration
- Central Geological Survey
- State-owned Enterprise Commission
- Investment Commission
- Professional Training Center
- International Trade Commission
- Bureau of Mines

### Entreprises nationales
- CPC Corporation (en)
- Taiwan Power Company
- Taiwan Sugar Corporation (en)
- Taiwan Water Corporation (en)

### Bureaux à l'étranger
- Bureau en zone Afrique
- Bureau en zone Amériques
- Bureau en zone Asie-Pacifique
- Bureau en zone Europe
- Bureau en zone Moyen-Orient